# Richard Jordan Gatling

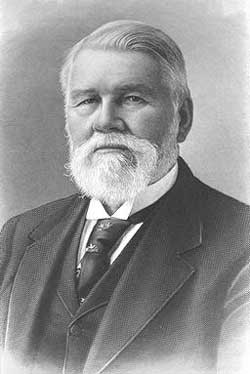
Richard Jordan Gatling

Unterschrift von Richard Jordan Gatling (1890)

Richard Jordan Gatling (* 12. September 1818 in Hertford County, North Carolina; † 26. Februar 1903 in New York City) war ein amerikanischer Erfinder.

## Leben
Richard Jordan Gatling wurde auf einem Bauernhof in North Carolina geboren. Er zeigte bereits früh großes Talent für Maschinenkonstruktionen und erfand eine Maschine zur Aussaat von Reis. Diese war später, zu einem Mähdrescher umgebaut, enorm erfolgreich. Später studierte er in La Porte und in Cincinnati auf dem Ohio Medical College Medizin, hat aber nach dem Abschluss nie als Arzt praktiziert. 1849 ließ er sich in Indianapolis nieder, wo er 1850 eine Flachsbrechmaschine und 1857 einen Dampfpflug erfand.
Gatling wurde vor allem wegen der nach ihm benannten „Gatling Gun“ bekannt, der ersten einsatzfähigen automatischen Schusswaffe. Es war angeblich sein Wunsch nach einem schnellen Ende des Sezessionskriegs, der ihn zu seiner Erfindung inspirierte. Er lebte in Indianapolis in der Nähe eines Güterbahnhofs, wo er oft Leichen von Soldaten sah, die vom Schlachtfeld geborgen worden waren. Einmal sah er 19 Tote, von denen nur drei an Schusswunden gestorben waren. Die anderen waren offenbar an Begleiterscheinungen des Krieges wie Krankheiten oder Unterernährung gestorben. Von seiner Erfindung sagte er: „Ihre Feuergeschwindigkeit versetzt einen Mann in die Lage, so viel im Kampf zu leisten wie einhundert Männer.“ Deshalb, folgerte er, wären Massenarmeen überholt und Krankheiten könnten sich nicht mehr in ihnen ausbreiten. Gatling wollte ursprünglich seine Waffe so stark machen, dass die Furcht vor ihr den Krieg und das massenhafte Sterben beenden würde. Natürlich hatte er auch ein kommerzielles Interesse, und während des Bürgerkriegs bestand eine große Nachfrage nach Waffen.
Im Jahre 1862 ließ er sich seine Erfindung patentieren und gründete im selben Jahr die Gatling Gun Company. Im Jahre 1870 zog Richard Gatling mit seiner Familie nach Hartford, Connecticut, wo seine Gatling Gun von Colt in Lizenz hergestellt wurde. Die Gatlings blieben in Hartford bis zum Umzug nach New York City in 1897. Richard Gatlings Erfindungsdrang ebbte nie ab, ohne jedoch an den Erfolg seines Mähdreschers und der Gatling Gun anzuknüpfen. Er verlor Geld durch unvorsichtige Investitionen, aber dennoch starb er im Februar 1903, im Alter von 84 Jahren, als reicher Mann.

## Ehrungen und Mitgliedschaften
Richard Jordan Gatling war ein Mitglied im Bund der Freimaurer (Centre Lodge No. 23 in Indianapolis).
Als Ehrung für seine Verdienste benannte die US-Regierung 1943 den Zerstörer Gatling nach Richard Jordan Gatling.